# Diplulmaris antarctica
Espèce

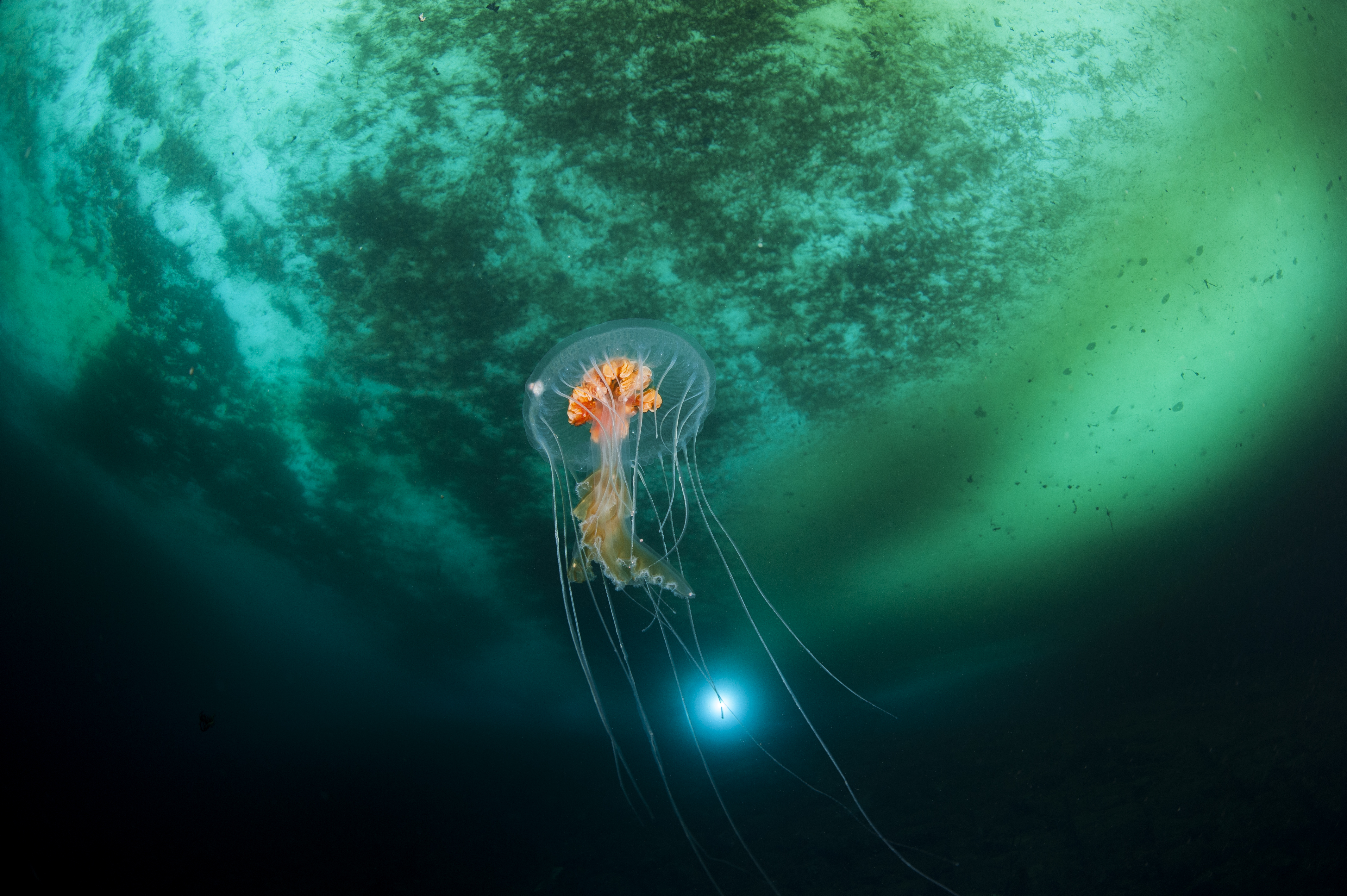
Diplulmaris antarctica dans son environnement, ici élément de la biodiversité antarctique ; base scientifique antarctique. Décembre 2015.

Diplulmaris antarctica est une espèce de méduse de la famille des Ulmaridae. Elle vit dans l'océan Austral, près de la surface, dans les eaux du plateau continental autour de l'Antarctique.

## Description

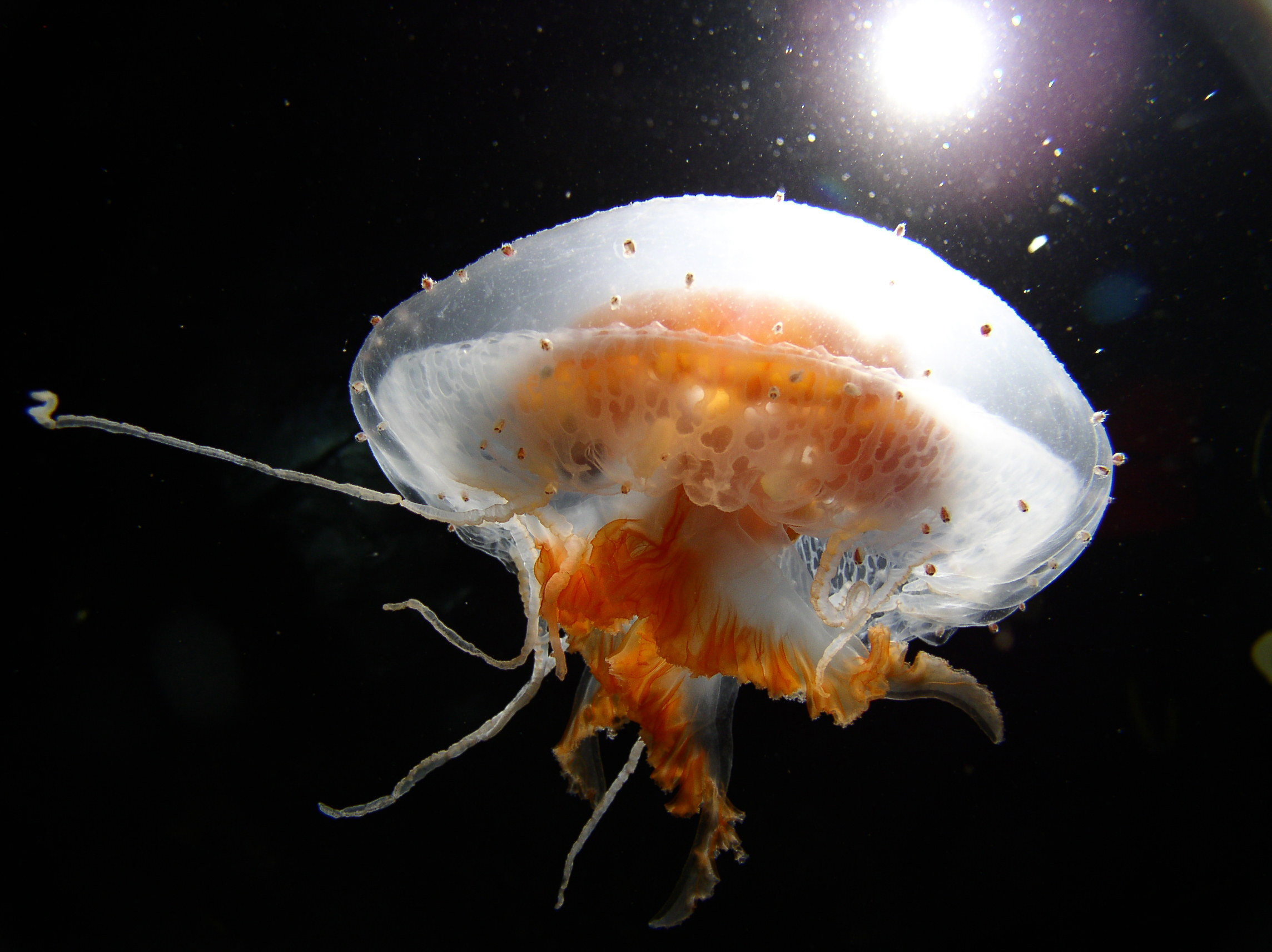
Diplulmaris antarctica vue près de la base antarctique McMurdo, île de Ross. De nombreux amphipodes sont accrochés sur l'ombrelle.

Cette espèce peut atteindre quatre centimètres de diamètre. Elle possède de seize à quarante-huit tentacules blanches, comprimées latéralement. Son gastroderme et ses bras buccaux sont de couleur rouge-orangé.
Diplulmaris antarctica est habituellement infestée par des amphipodes (Hyperiella dilatata), principalement des femelles et des juvéniles, qui vivent accrochés sur le sommet de l'ombrelle, formant des points blancs sur sa surface. Ils ne semblent pas se nourrir de leur hôte.

## Régime alimentaire
Diplulmaris antarctica se nourrit de copépodes, de larves de krill, de Méduse, de cténophores, et de mollusques ptéropodes comme Clione antarctica et Limacina antarctica (ou Limacina helicina).